# Giovanni Francesco Stoppani
Giovanni Francesco Stoppani (Milano, 16 settembre 1695 – Roma, 18 novembre 1774) è stato un cardinale italiano.

## Biografia
Di nobile famiglia milanese, ultimo dei cinque figli del marchese Giovanni Francesco Stoppani e di Laura Croce, studiò al collegio Borromeo di Pavia, alla pontificia accademia dei nobili ecclesiastici e all'Università degli Studi di Pavia, dove si laureò in utroque iure.
Entrò nello stato ecclesiastico nel 1715: fu referendario del tribunale della Segnatura, prelato domestico di papa Innocenzo XIII e inquisitore generale di Malta dal 1730 al 1736.
Fu ordinato sacerdote nel 1734 e nel 1735 fu consacrato arcivescovo di Corinto: fu nunzio apostolico a Firenze, a Venezia, presso l'imperatore e alla dieta di Francoforte.
Tornò a Roma nel 1735. Papa Benedetto XIV lo creò cardinale nel concistoro del 26 novembre 1753. Fu cardinale presbitero del titolo di San Martino ai Monti e poi vescovo suburbicario di Palestrina.
Fu legato a Urbino e in Romagna, prefetto dell'Economia della congregazione per la propagazione della fede e segretario della congregazione dell'inquisizione.
Nel 1756, poco prima della fine del suo mandato come legato, istituì nel Palazzo Ducale di Urbino il "museo del lapidario" o "delle antiche iscrizioni", primo nucleo dell'attuale Galleria Nazionale delle Marche.
La sua tomba è nella basilica di Sant'Andrea della Valle.

## Genealogia episcopale
La genealogia episcopale è:
- Cardinale Scipione Rebiba
- Cardinale Giulio Antonio Santori
- Cardinale Girolamo Bernerio, O.P.
- Arcivescovo Galeazzo Sanvitale
- Cardinale Ludovico Ludovisi
- Cardinale Luigi Caetani
- Cardinale Ulderico Carpegna
- Cardinale Paluzzo Paluzzi Altieri degli Albertoni
- Cardinale Gaspare Carpegna
- Cardinale Fabrizio Paolucci
- Cardinale Giorgio Spinola
- Cardinale Giovanni Francesco Stoppani

La successione apostolica è:
- Vescovo Francesco Agoselli (1763)
- Vescovo Giovanni Pettani (1763)
- Vescovo Giovanni Battista Filipponi Tenderini (1766)
- Vescovo Eugenio Benedetto Scaramuccia (1768)
- Arcivescovo Filippo Lopez y Royo, C.R. (1768)